# イオカード
イオカードは、かつて東日本旅客鉄道（JR東日本）より発売された磁気式プリペイド乗車カードである。1991年に発売開始された。2004年に販売終了、2005年に自動改札の取り扱いを終了した。なお、2025年現在も、残金の払い戻しは行なっている。
利用範囲内の駅であれば、自動改札機にこのカードを直接通すだけで運賃が自動的に精算され、そのまま通ることができたほか、オレンジカードと同様に自動券売機での近距離乗車券類の購入や、自動精算機での乗り越し精算に利用することも可能である。
最盛期の2001年（平成13年）度には868億円の売り上げがあり、オレンジカードの最盛期（1991年度）の約2.5倍の売り上げにまで成長した。
現在はICカードの「Suica」に移行し、カードの新規発売と自動改札機での利用が終了している。自動券売機・自動精算機では現在も引き続き利用が可能。
なお、Suicaのうち主に2007年3月17日以前に発行された、記名機能および定期券機能がつけられない乗車カードについてはSuicaイオカードと呼ばれている。
本項では磁気式イオカードについて解説する。

## 概要

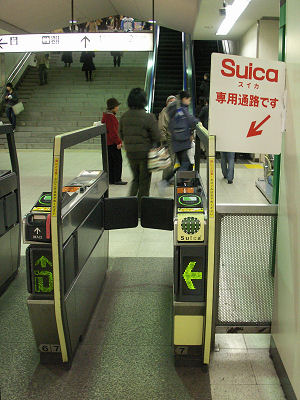
磁気式イオカードに対応していた頃の自動改札機(写真左端)。右側はこの頃から設置され始め、近年増加傾向にあるSuica専用の改札機。磁気式イオカードの対応の可否（現在は使用不可）によって正面のLEDの表示が異なっている。（武蔵新城駅にて2006年2月10日撮影）

関東圏のJR東日本の駅の自動改札機に直接カードを投入して運賃精算ができた他、自動券売機での乗車券類の購入や、自動精算機での乗り越し精算もできた。ただし、入場券としての利用はできなかった。直接入って（in）直接出る（out）ことができるということで、"io-card"と名付けられた。
日本初のストアードフェアシステムである。複数事業者間の相互決済が可能な仕組みは持っておらず、Jスルー、スルッとKANSAI、パスネットのようなシステム自体の名称はなかった。
多種・多様な柄が発売されていたオレンジカードをイオカードと誤認して、自動改札に投入しないよう、当初イオカードロゴを大きく表示した3,000円と5,000円の基本柄（タテ・ヨコ）のみ発売されていた。基本柄のうちタテ柄は比較的早く発売を中止し、ヨコ柄のみが発売されていたが、イオカードの普及に伴いオレンジカードの発売が減少したこと、大規模催事に伴う自動券売機の混雑緩和を狙い、1993年の第30回東京モーターショー記念イオカード（1,000円券）から各種企画柄の発売が開始された。当初はイオカード使用上の諸注意事項を裏面に記載できる1,000円のみであったが、3,000円と5,000円券についても表面のスペースのうち約1/3を割いて諸注意事項を表示することで企画柄を発売していた。企画柄の普及に伴いヨコ型基本柄の発売は終了した。
1991年3月1日に山手線内の一部の駅の相互間で使用を開始し、以後順次エリアを拡大し、最終的に東京近郊区間内の自動改札機設置駅で使用できるようになった。
自動改札機を設置していない改札口や、駅業務が他社に委託されている駅では使用できなかったか使用できるようになるまで時間を要した（例：八丁畷駅、厚木駅、小川町駅、新横浜駅、分倍河原駅、高尾駅南口、新宿駅京王口、綾瀬駅）。
パスネットは先行するイオカードに合わせて仕様が決められたが、JR東日本はICカード（Suica）を開発中との理由でパスネット（パスネット協議会）に参加しなかった。北千住駅と綾瀬駅の自動精算機では、最終利用路線がJR線である場合の運賃の精算にイオカードを使用することができた。また、両駅共自動改札機での使用が可能であった（同駅間相互発着含む）。
裏面には、乗車記録を印字する場所が確保されていた。発売当初は乗車月日・時間・駅、前引き運賃を印字されていたが、1996年2月から7月に掛けて乗車月日・駅、前引き運賃、降車駅、残額といった印字方法に変わった。ただし、パスネットと異なり、自動券売機や自動精算機での利用時は印字がされない。このことは使用方法にも記載されていた。したがって、自動改札機での使用が不可能となった現在では印字手段がない。

## 発売終了
偽造の危険性や、Suicaの利用可能地域・用途の拡大による普及に伴う需要の減少から、磁気カード式のイオカードは2005年3月31日で発売が終了された。販売済みのイオカードは翌2006年2月10日の最終列車をもって自動改札機での使用を終了し、翌11日の始発からは自動改札機の矢印の下にあるiOマークが消え、同時に投入口の周辺に「磁気式イオカードはご利用になれません」というステッカーが貼付された（現在は自動改札機自体が更新されている）。ただし、自動券売機や自動精算機では引き続き使用ができる他、残額をJR東日本の首都圏の主な駅のみどりの窓口で現金にて無手数料で払い戻しできる。なお、払い戻された元のカードは返却されない。
また、上記の千代田線綾瀬駅・北千住駅での精算にイオカードが使用できる点については、2007年3月18日の東京地下鉄のPASMO導入・Suicaとの相互利用開始により、同カードでの同様のメリットが担保された。